# Marie Closset
Marie Closset, conocida como Jean Dominique en literatura (Bruselas el 16 de agosto de 1873-Uccle el 20 de julio de 1952), era una poeta y profesora belga.

## Biografía
Nació en Bruselas el 16 de agosto de 1873 publicó poemas bajo el seudónimo de Jean Dominique. Se juntó con gente importante como con Blanca Rousseau y Marie Gaspar, las cuales, junto con ella, formaron parte del grupo de los "Peacocks", cercano del pintor belga Théo van Rysselberghe. 
Vivió en Bruselas, donde era profesora de cartas.
Mari Closset fue amiga, musa y mentor de la poeta May Sarton. Ésta la inspiró para su primera novela, The Single Hound, y lo evocó en sus memorias HA World of Light: Retratos and Celebraciones. También ha colaborado al Mercurio de Francia.
Uno de sus poemas que podemos destacar es El Donativo silencioso, extraído del Anémone de las mares (París: Mercurio de Francia, 1906). Este poema ha sido puesto en música por Gabriel Fauré (opus 92). Gabriel Grovlez (1879-1944) ha puesto tres de sus poemas en música en 1911. 

## Obras
- Un pequeño sabor de sal y de amargor, Bruselas, Lacomblez, 1899
- Las Flores legendarias del país del cielo, 1901
- La Sombra de las rosas, Poemas Seguimientos del Gilles en blanco, Bruselas, Ediciones del Cyclamen, 1901
- La Galia blanca, Mercurio de Francia, 1903
- El Anémona de las mares, París: Mercurio de Francia, 1906
- El ala mojada, Mercurio de Francia, 1909
- El Pozo de azul, París, Mercurio de Francia, 1912
- El Viento de la tarde, Lieja, Bénard, 1922
- Arena sin Flores, Poemas en prose. Bruselas (?), La Nervie, 1925
- Una silaba de pájaro, Recuerdos. Bruselas, La Renacimiento del Libro, 1945[6]
- Poemas escogidos, Bruselas, La Renacimiento del Libro, 1955
- Los Niños y los Libros, Ediciones de la Máscara, Bruselas, 1911